# Saint-Étienne-sur-Chalaronne
Saint-Étienne-sur-Chalaronne là một xã ở tỉnh Ain, vùng Auvergne-Rhône-Alpes thuộc miền đông nước Pháp.